# Teoria do envelhecimento por lesão do DNA
A senescência ou envelhecimento é um processo natural e integrado ao desenvolvimento ontogenético de quase todos os organismos, especialmente dos multicelulares de maior complexidade. Neste caso, há um paulatino comprometimento funcional diferenciado dos órgãos e tecidos. A senescência diz respeito a um processo complexo, provavelmente motivado por vários fatores que atuam em distintos níveis de organização biológica.
A teoria do envelhecimento por lesão do DNA diz respeito ao nível molecular e celular e busca elucidar alguns dos fatores responsáveis pela produção do fenótipo tipicamente associado ao envelhecimento. Sua premissa é a de que as células no transcurso temporal e de repetidos ciclos mitóticos passam a acumular lesões no DNA. Tais lesões, embora muitas vezes redundem em mutações, não podem ser confundidas com estas, pois compreendem danos em escala maior, tipicamente relacionado à mudança conformacional de longas sequências de DNA. Tais mudanças, durante o processo de transcrição e tradução, podem ser responsáveis por mutações ou silenciamentos genéticos.